# ویگستون
ویگستون (به انگلیسی: Wigston) یک شهرک در بریتانیا است که در انگلستان واقع شده‌است. ویگستون ۳۲٬۳۲۱ نفر جمعیت دارد.